# Polyommatus fuchsi
Polyommatus fuchsi är en fjärilsart som beskrevs av Leo Andrejewitsch Sheljuzhko 1928. Polyommatus fuchsi ingår i släktet Polyommatus och familjen juvelvingar. Inga underarter finns listade i Catalogue of Life.